# Glashütte (Stetten)
Glashütte war ein Ort im Gebiet der heutigen oberschwäbischen Gemeinde Stetten. Er wurde im 18. Jahrhundert aufgelassen.

## Geographie
Die Siedlung Glashütte lag westlich von Erisried. 

## Geschichte
Erstmals urkundlich erwähnt wurde Glashütte 1489. Bei dieser Urkunde ging es um Grenzstreitigkeiten zwischen Sontheim und Frechenrieden. Nach Aufzeichnungen des Mindelheimer Chronisten Brunnemair legte Abt Johann des Klosters Ottobeuren im 15. Jahrhundert dort eine Festung an. Dieser Burgbau löste die Streitigkeiten aus. Sie wurden durch einen Vergleich beendet mit dem Ergebnis, den Burgbau nicht zu vollenden. Der Name kam von einer dort ansässigen Glashütte. Wann diese den Betrieb einstellte, ist nicht bekannt. Im Jahre 1712 wurde die Glasfabrikation wieder aufgenommen. Nur 20 Jahre später wanderten die Glaser ins Bayerische aus und der Ort wurde aufgegeben. Im Staatswald im Bereich der ehemaligen Siedlung Glashütte liegen die Waldteile Alte Burg, erstmals 1616 erwähnt, und Alte Statt, erstmals 1461 erwähnt.
Koordinaten: 48° 0′ N, 10° 25′ O